# Spirit River No 133
Le district municipal de Spirit River No 133 (anglais : Spirit River No. 133) est un district municipal de 700 habitants en 2016, situé dans la province d'Alberta, au Canada.

## Communautés et localités
Bourgs
- Spirit River

Villages
- Rycroft

Localités
- Bridgeview
- Manir
- Prestville
- Silverwood
- Spirit River Settlement

## Démographie
| 2001 | 2006 | 2011 | 2016 |
| ---- | ---- | ---- | ---- |
| 824  | 662  | 713  | 700  |